# Selenicereus × callianthus
A Selenicereus × callianthus a Selenicereus grandiflorus és a Selenicereus pteranthus fajok mesterségesen létrehozott hibridje, mely név alá rengeteg formát sorolnak. Nagyon hasonló a második szülőfajhoz, de hajtásai karcsúbbak annál, tövisei pedig hosszabbak annál és sárgás színűek.
A Grandiflorus-fajkomplexumon belül a könnyű hibridizálhatóság annak a tanújele, hogy a csoporton belül jelenleg is zajlik a fajok elkülönülése, a Selenicereus grandiflorus, mint hatalmas elterjedésű gyűjtőfaj areáján belül több, egymástól jelentősen eltérő forma, alak, alfaj, valamint önálló faj jött létre, melyek azonban nagyon szoros rokonságban állnak egymással.